# Ferfried
Ferfried oder Farfried ist ein alter deutscher männlicher Vorname.
Der Name stammt aus dem Althochdeutschen und verbindet faran (fahren, reisen) mit fridu (Friede).

## Bekannte Namensträger
- Ferfried von Hohenzollern (1538–1556), Sohn Karls I. von Hohenzollern, siehe Stammliste der Hohenzollern#Linie Hohenzollern-Zollern
- Ferfried Prinz von Hohenzollern (1943–2022), deutscher Rechtsanwalt und Tourenwagen-Rennfahrer